# Yume Yume Yu Yu
Yume Yume*Yu Yu (ゆめゆめ☆ゆうゆう Yume Yume☆Yū Yū?) Es un manga pertenecientes al género mahō shōjo, creado y elaborado por Pink Hanamori. El manga fue publicado originalmente en la revista mensual Nakayoshi (entre 2005 y 2007). Consta de 13 capítulos publicados y la mayoría de ellos se compilan en el volumen publicado por Kodansha. 

## Argumento
La historia sigue a una joven, Yume, que es torpe e impopular. Mientras está con sus compañeros de clase, ella tiene una visión con Miko, diciéndole que ella debe ser la nueva Miko. Ella se despierta con un espejo en sus manos, y confundida por él. Después de la escuela, el espejo se revela como un portal a un mundo diferente, como un muchacho pelirrojo, de nombre Rekka, parece perseguir a un unicornio, el mantenimiento de la paz de su mundo. El Dragón Azul del Este, o Seiryuu, no está feliz que un ser humano en el mundo de luz se haya convertido en Miko, y trata de destruir a Yume. Ninguno de los Guardianes del otro mundo, excepto Rekka, cree en Yume. Rekka destruye el espejo para que el otro mundo no pueda venir a través de perjudicar Yume.
Se puso de manifiesto que el mundo en el que Rekka vivía, está sufriendo debido a un desarrollo excepcional en el mundo de luz en un lapso corto de tiempo. El unicornio es el mantenimiento de la paz, y sin el unicornio el mundo se convertirá en peligro de extinción. El objetivo de Yume y Rekka es encontrar al Unicornio y llevarlo de vuelta a su casa, ya que es su propio portal entre los mundos.
Después de un tiempo de Rekka que vive en el mundo de luz, se convierte en el primo de Kagura. Aoi, un chico en la escuela de Yume, pronto se revela a ser el Rey de los cielos oriental del mundo de la Luz. Al descubrir esto, el equipo decide que debe encontrar todos los guardianes del mundo para ayudar a la luz del unicornio.

## Personajes
Guardianes de la Luz
Yume Kagura
Seiyū: Azumi Asakura (CD-drama)
Es la personaje principal y Miko de la historia. Aunque es un poco ingenua que palidece en comparación con su hermana gemela "perfecta y con talento", Yume encarna el poder para salvar a los dos mundos. Como la nueva Miko, ella debe reunir a los cuatro guardianes de su propio mundo, a fin de salvar a ambos. Desde el comienzo de la historia que se establece que ella cree en la magia y pone en la protección de los hechizos de sí misma mientras ella duerme, por lo que fue, probablemente, más la aceptación de sus habilidades recién descubiertas en comparación con otras chicas. Yume se siente atraída por Aoi, un chico de su escuela que es miembro del consejo de estudiantes junto con su hermana, y que es también uno de sus protectores de este mundo.
Unicornio (Mujer)
Seiyū: Kae Matoba (CD-drama)
La chica que Kirin (el Unicornio del otro mundo), ha estado buscando. Estaba escondida en una joya en forma de coma, y el amor entre Rekka y Yume la liberó.
Mizuki Aoi
Seiyū: Kanako Hankoi (CD-drama)
El interés amoroso de Yume y el rey del cielo oriental. Su marca se encuentra en el pecho derecho. No sabía que era Seiryuu el mundo de la luz, hasta que el incidente del autobús mientras Yume era forzada por un fotógrafa. Él es el único que cuenta con Yume desde el comienzo de la historia, y la ama. Él está en el consejo de estudiantes con Hime. El nombre de su animal sagrado es DoraDora. Él también tiene un primo, Kurobe-Sensei.
Kurobe-sensei
Seiyū: Akio Ōtsuka (CD-drama)
Rey del mundo de la luz del cielo del norte, Genbu. Descubrió su destino junto con Mashiro 10 años atrass, cuando se encontró con el espejo en el almacén de su familia. La Miko anterior le dijo a prisa que encontrara la Miko nueva. La marca de Genbu está por encima de la ceja derecha. Kurobe parece disgustarle la interacción entre el sexo opuesto en los adolescentes, ya que se roba los regalos de distancia. Su primo es Mizuki Aoi.
Kaneshiro Mashiro
Seiyū: Junji Majima (CD-drama)
La reina del mundo la Luz del Cielo Occidental, Byakko. Ella sabía que su posición como ella parecía Yume en el ataque de Hime, como se encontró el espejo en el almacén de su familia 10 años antes. Su marca está en su parte superior del pecho derecho. Ella está enamorada de Kurobe, aunque fua rechazada. Cuando caminaba en Hime, Mashiro se encontraba en el regazo de Kurobe, ella menciona que Hime tiene la idea equivocada. Ella es sensible y de recursos, a pesar de que es un ídolo.

## Capítulos impresos
- Volumen 1 - Capítulos 1 a 5
- Volumen 2 - Capítulos 6 a 10
- Volumen 3 - Capítulos 11 a 13